# Inglês das Ilhas da Baía
O inglês das Ilhas da Baía é uma língua crioula com influência inglesa falada nas Ilhas da Baía (Guanaja, Roatán, Útila), localizadas em Honduras. Existe uma população em torno de 22 500 falantes nativos desta língua.